# Expanathura macronesia
Expanathura macronesia är en kräftdjursart som först beskrevs av Brian Frederick Kensley 1980.  Expanathura macronesia ingår i släktet Expanathura och familjen Expanathuridae. Inga underarter finns listade i Catalogue of Life.